# Prunus miyoshii
Prunus miyoshii är en rosväxtart som beskrevs av Jisaburo Ohwi. Prunus miyoshii ingår i släktet prunusar, och familjen rosväxter. Inga underarter finns listade i Catalogue of Life.